# Vito Antuofermo
Vito Antuofermo (9 de febrero de 1953) es un actor y boxeador retirado italoestadounidense, que alcanzó el título del mundo en peso mediano.

## Biografía
Antuofermo nació en Italia, en la ciudad de Palo del Colle, aproximadamente 15 km de la ciudad de Bari. Su familia se mudó a los Estados Unidos cuándo tenía diecisiete años, específicamente a la ciudad de Nueva York, donde aprendió a boxear.

### Carrera amateur
Antuofermo ganó en 1970 en Nueva York el Campeonato Guantes Dorados en la categoría wélter, derrotando Thomas Castaña en la final. En 1971 fue derrotado por el futuro campeón de peso mediopesado Eddie Gregory en las finales de otro torneo amateur.

### Carrera profesional
En 1979, Antuofermo se convirtió en el campeón Mundial Mediano al vencer a Hugo Corro por puntos tras quince asaltos en Monte Carlo. Defendió su título contra Marvin Hagler en Las Vegas, Estados Unidos, tras un polémico empate en 15 asaltos. Su siguiente defensa fue frente a Alan Minter, también en Las Vegas, perdiendo el título tras un fallo por puntos tras quince asaltos. La revancha se realizó en Londres y, esta vez, la pelea fue detenida en el octavo round debido a los cortes de Antuofermo.
Continuó peleando y ganando y, después de que Hagler se coronara campeón tras vencer a Minter en 1980, obtuvo otra posibilidad de recuperar el título de peso mediano. En una pelea realizada en Boston y transmitida por HBO, Hagler ganó por nocaut técnico en el cuarto round.
Después de que varios intentos de volver a estar en los primeros lugares de la categoría, Antuofermo se retiró del boxeo en 1985.

### Después del boxeo
Después de su retiro, Antuofermo se dedicó a la actuación. En 1990, obtuvo un papel menor en El padrino III y durante los años 2000 participó en la serie televisiva Los Soprano.

## Récord profesional
| 50 ganadas (21 KO), 7 perdidas (5 KO), 2 Empatadas |        |                         |      |               |            |                                                     |                                        |
| Res.                                               | Record | Oponente                | Tipo | Round, tiempo | Fecha      | Lugar                                               | Notas                                  |
| D                                                  | 50–7–2 | Matthew Hilton          | RTD  | 4 (10) 3:00   | 1985-10-20 | Montreal Forum, Montreal, Quebec                    |                                        |
| G                                                  | 50–6–2 | Larry McCall            | UD   | 10            | 1985-05-25 | Washington Convention Center, Washington D. C.      |                                        |
| G                                                  | 49–6–2 | Mark Allman             | TKO  | 3 (?) 1:24    | 1985-03-08 | Ridgewood Grove, Nueva York, Nueva York             |                                        |
| G                                                  | 48–6–2 | Marcus Starks           | TKO  | 4 (10) 1:46   | 1984-12-14 | Nassau Coliseum, Uniondale, Nueva York              |                                        |
| G                                                  | 47–6–2 | Ricard Beranek          | TD   | 5 (10)        | 1984-09-13 | Resorts International, Atlantic City, New Jersey    |                                        |
| D                                                  | 46–6–2 | Marvelous Marvin Hagler | RTD  | 4 (15)        | 1981-06-13 | Boston Garden, Boston, Massachusetts                | Por los títulos WBA y WBC medianos.    |
| G                                                  | 46–5–2 | Mauricio Aldana         | UD   | 10            | 1981-04-02 | Conrad Hilton Hotel, Chicago, Illinois              |                                        |
| D                                                  | 45–5–2 | Alan Minter             | TKO  | 8 (15)        | 1980-06-28 | Empire Pool, Londres                                | Por los títulos WBA y WBC medianos.    |
| D                                                  | 45–4–2 | Alan Minter             | SD   | 15            | 1980-03-16 | Caesars Palace, Paradise, Nevada                    | Perdió los títulos WBA y WBC medianos. |
| E                                                  | 45–3–2 | Marvelous Marvin Hagler | SD   | 15            | 1979-11-30 | Caesars Palace, Paradise, Nevada                    | Retuvo los títulos WBA y WBC           |
| G                                                  | 45–3–1 | Hugo Corro              | SD   | 15            | 1979-06-30 | Esplanade de Fontvieille, Fontvieille               | Obtuvo los títulos WBA y WBC medianos. |
| G                                                  | 44–3–1 | Mike Hallacy            | UD   | 10            | 1978-11-11 | Boston Garden, Boston, Massachusetts                |                                        |
| G                                                  | 43–3–1 | Willie Classen          | UD   | 10            | 1978-08-25 | Madison Square Garden, Nueva York, Nueva York       |                                        |
| G                                                  | 42–3–1 | Willie Warren           | UD   | 10            | 1978-06-22 | Madison Square Garden, Nueva York, Nueva York       |                                        |
| G                                                  | 41–3–1 | Bennie Briscoe          | UD   | 10            | 1978-02-04 | Madison Square Garden, Nueva York, Nueva York       |                                        |
| G                                                  | 40–3–1 | Mike Nixon              | TKO  | 4 (10) 2:58   | 1977-10-27 | Madison Square Garden, Nueva York, Nueva York       |                                        |
| G                                                  | 39–3–1 | Ramon Beras             | KO   | 6 (10) 1:16   | 1977-08-30 | Montreal Forum, Montreal, Quebec                    |                                        |
| G                                                  | 38–3–1 | Eugene Hart             | KO   | 5 (10)        | 1977-03-11 | Philadelphia Arena, Philadelphia, Pensilvania       |                                        |
| G                                                  | 37–3–1 | Pablo Rodríguez         | KO   | 4 (10)        | 1976-12-02 | Sunnyside Gardens, Nueva York, Nueva York           |                                        |
| D                                                  | 36–3–1 | Maurice Hope            | TKO  | 15 2:48       | 1976-10-01 | Palazzetto dello Sport, Roma, Lazio                 | Perdió el título EBU superwélter.      |
| D                                                  | 36–2–1 | Frank Wissenbach        | PTS  | 8             | 1976-06-18 | Deutschlandhalle, Berlín                            |                                        |
| G                                                  | 36–1–1 | Jean-Claude Warusfel    | TKO  | 14 (15)       | 1976-03-26 | Palasport di San Siro, Milán, Lombardía             | Retuvo el título EBU superwélter.      |
| G                                                  | 35–1–1 | Eckhard Dagge           | PTS  | 15            | 1976-01-16 | Deutschlandhalle, Berlín                            | Obtuvo el título EBU superwélter.      |
| G                                                  | 34–1–1 | Bruce Cantrell          | PTS  | 10            | 1975-11-28 | Long Island Arena, Commack, Nueva York              |                                        |
| G                                                  | 33–1–1 | Ricky Ortiz             | TKO  | 6 (10)        | 1975-10-23 | Broome County Arena, Binghamton, Nueva York         |                                        |
| G                                                  | 32–1–1 | Vinnie Curto            | UD   | 10            | 1975-08-08 | Tropicana Hotel & Casino, Las Vegas, Nevada         |                                        |
| G                                                  | 31–1–1 | Antonio Castellini      | TKO  | 5 (10)        | 1975-06-27 | Palazzetto dello Sport, Nápoles, Campania           |                                        |
| G                                                  | 30–1–1 | Reinaldo Oliveira, Jr.  | TKO  | 6 (10)        | 1975-06-06 | Palazzetto dello Sport, Nápoles, Campania           |                                        |
| G                                                  | 29–1–1 | Dave Huckaby            | UD   | 10            | 1975-03-20 | Bristol Arena, Bristol, Connecticut                 |                                        |
| G                                                  | 28–1–1 | Ramón Mendez            | PTS  | 10            | 1975-01-24 | Milán, Lombardía                                    |                                        |
| G                                                  | 27–1–1 | Emile Griffith          | UD   | 10            | 1974-11-22 | Madison Square Garden, Nueva York, Nueva York       |                                        |
| G                                                  | 26–1–1 | Paul Osborne            | TKO  | 3 (10)        | 1974-10-18 | Steelworkers Hall, Baltimore, Maryland              |                                        |
| G                                                  | 25–1–1 | Denny Moyer             | UD   | 10            | 1974-09-09 | Madison Square Garden, Nueva York, Nueva York       |                                        |
| G                                                  | 24–1–1 | Melvin Dennis           | PTS  | 10            | 1974-06-07 | Palazzetto dello Sport, Roma, Lazio                 |                                        |
| G                                                  | 23–1–1 | Joey Durelle            | KO   | 1 (?)         | 1974-05-03 | Palazzetto dello Sport, Roma, Lazio                 |                                        |
| G                                                  | 22–1–1 | John L. Sullivan        | UD   | 10            | 1974-03-08 | Madison Square Garden, Nueva York, Nueva York       |                                        |
| G                                                  | 21–1–1 | Chucho García           | UD   | 10            | 1974-01-14 | Felt Forum, Nueva York, Nueva York                  |                                        |
| G                                                  | 20–1–1 | Buddy Boggs             | TKO  | 6 (10)        | 1973-12-05 | Baltimore Civic Center, Baltimore, Maryland         |                                        |
| G                                                  | 19–1–1 | Tony Kid Durango        | UD   | 10            | 1973-10-08 | Felt Forum, Nueva York, Nueva York                  |                                        |
| G                                                  | 18–1–1 | Danny McAloon           | UD   | 10            | 1973-08-25 | Felt Forum, Nueva York, Nueva York                  |                                        |
| D                                                  | 17–1–1 | Harold Weston           | TKO  | 5 (10) 2:53   | 1973-07-09 | Felt Forum, Nueva York, Nueva York                  |                                        |
| G                                                  | 17–0–1 | Tony Kid Durango        | TKO  | 2 (10)        | 1973-06-18 | Madison Square Garden, Nueva York, Nueva York       |                                        |
| G                                                  | 16–0–1 | Art Kettles             | SD   | 10            | 1973-04-30 | Felt Forum, Nueva York, Nueva York                  |                                        |
| G                                                  | 15–0–1 | Luis Rivera             | PTS  | 8             | 1973-04-13 | Sunnyside Gardens, Nueva York, Nueva York           |                                        |
| G                                                  | 14–0–1 | Ray Villanueva          | TKO  | 4 (10)        | 1973-03-09 | Madison Square Garden, Nueva York, Nueva York       |                                        |
| G                                                  | 13–0–1 | Skip Yeaton             | KO   | 2 (10)        | 1973-01-31 | Sunnyside Gardens, Nueva York, Nueva York           |                                        |
| G                                                  | 12–0–1 | Al Sewell               | KO   | 7 (?)         | 1972-12-15 | Nueva York, Nueva York                              |                                        |
| G                                                  | 11–0–1 | Carlos Novotny          | KO   | 3 (?)         | 1972-11-22 | Nueva York, Nueva York                              |                                        |
| G                                                  | 10–0–1 | Oreste Lebron           | PTS  | 8             | 1972-10-10 | Sunnyside Gardens, Nueva York, Nueva York           |                                        |
| G                                                  | 9–0–1  | Charles Hayward         | PTS  | 6             | 1972-09-11 | Gaelic Park, Nueva York, Nueva York                 |                                        |
| G                                                  | 8–0–1  | Gabe Bowens             | PTS  | 4             | 1972-08-28 | Madison Square Garden, Nueva York, Nueva York       |                                        |
| G                                                  | 7–0–1  | Jerry Caballero         | TKO  | 4 (?)         | 1972-07-21 | Singer Bowl, Nueva York, Nueva York                 |                                        |
| G                                                  | 6–0–1  | Don Sauls               | PTS  | 6             | 1972-06-30 | Sunnyside Gardens, Nueva York, Nueva York           |                                        |
| G                                                  | 5–0–1  | Lenny Carter            | KO   | 2 (?)         | 1972-05-26 | Sunnyside Gardens, Nueva York, Nueva York           |                                        |
| G                                                  | 4–0–1  | John Presley            | KO   | 1 (?)         | 1972-04-11 | Sunnyside Gardens, Nueva York, Nueva York           |                                        |
| G                                                  | 3–0–1  | Ivelaw Eastman          | PTS  | 4             | 1972-03-01 | Sunnyside Gardens, Nueva York, Nueva York           |                                        |
| E                                                  | 2–0–1  | Charles Hayward         | PTS  | 6             | 1972-02-17 | Embassy Hall, North Bergen, New Jersey              |                                        |
| G                                                  | 2–0    | Juan Rivera             | PTS  | 6             | 1972-01-17 | Westchester County Center, White Plains, Nueva York |                                        |
| G                                                  | 1–0    | Ivelaw Eastman          | PTS  | 4             | 1971-11-30 | Sunnyside Gardens, Nueva York, Nueva York           |                                        |